# Гютер, Карл
Карл Гю́тер (нем. Carl Hueter; 27 ноября 1838, Марбург — 12 мая 1882, Грайфсвальд) — немецкий медик, хирург, депутат рейхстага.

## Биография
Карл Гютер — сын Карла Кристофа Гютера, заведующего кафедрой хирургии и акушерства Марбургского университета. Брат Виктор Гютер — профессор гинекологии в Гёттингенском университете. В 1854 году поступил учиться в Марбургский университет. В 1859 году защитил докторскую диссертацию.
В 1861—1863 годах работал в Анатомическом институте в Париже, занимаясь исследованиями суставов человека. В 1863—1864 годах работал ассистентом в Марбурге, затем — в Берлине у Рудольфа Вирхова, был приват-доцентом Берлинского университета. Участвовал в Австро-прусско-датской войне, затем в 1865 году работал врачом-ассистентом у Бернгарда фон Лангенбека, в 1868 году получил право преподавания медицины и принял предложение Ростокского университета, став преемником Густава Симона. В начале 1870 года Гютер переехал из Мекленбурга в Померанию и возглавил кафедру в Грайфсвальдском университете. Принимал участие во Франко-прусской войне офицером санитарной службы. В 1877—1878 годах являлся ректором Грайфсвальдского университета. Вместе с Альбертом Люкке основал «Германский журнал по хирургии».
В 1881 году Гютер был избран депутатом рейхстага от Либерального союза и участвовал в работе фракции Германской прогрессистской партии.

## Публикации
- Geschichtliche Beitraege zur Lere von der Kephalotripsie und den Kephalotriben. Elwert, Marburg 1859 ( Архивная копия от 11 сентября 2014 на Wayback Machine).
- Die Formenentwickelung am Skelet des menschlichen Thorax. F.C.W. Vogel, Leipzig 1865 ( Архивная копия от 5 марта 2016 на Wayback Machine).
- Zur Rhinoplastik. August Hirschwald, Berlin 1869.
- Klinik der Gelenkkrankheiten mit Einschluss der Orthopädie. Auf anatomisch-physiologischen Grundlagen nach klinischen Beobachtungen für Ärzte und Studierende bearbeitet. 2 Bände. F.C.W. Vogel, Leipzig 1870 ().
- Über das Panaritium, seine Folgen und Behandlungen (= Sammlung klinischer Vorträge. Nr. 9). Breitkopf & Härtel, Leipzig 1870.
- Ueber die chirurgische Behandlung der Wundfieber bei Schusswunden (= Sammlung klinischer Vorträge. Nr. 22). Breitkopf & Härtel, Leipzig 1871.
- Die Scrofulose und ihre locale Behandlung als Prophylaxe gegenüber der Tuberculose (= Sammlung klinischer Vorträge. Nr. 49). Breitkopf & Härtel, Leipzig 1872.
- Die Cheilo-Angioskopie. Eine neue Untersuchungsmethode zu physiologischen und pathologischen Zwecken. Zentralblatt medizinischer Wissenschaften. Berlin 1879, S. 225—256.
- Grundriss der Chirurgie. 2 Bände. F.C.W. Vogel, Leipzig 1880/82 (, ).